# Lyctocoridae
Sous-famille
Les Lyctocoridae sont une famille d'insectes hémiptères hétéroptères (punaises) cimicimorphes, principalement prédateurs, et surtout rencontrés dans l'hémisphère nord. 
Depuis la révision de Schuh et Štys en 1991, elle ne comprend de manière certaine qu'un seul genre, Lyctocoris avec 25 espèces décrites, et peut-être également le genre Astemmocoris, avec une espèce décrite.

## Description
Les Lyctocoridae ressemblent aux Anthocoridae et aux Lasiochilidae et seule une analyse microscopique permet de les en distinguer. Ils ont des antennes bien visibles, de quatre articles, les deux derniers plus minces que le deuxième, avec des soies antennaires. Elles ont des ocelles sur le vertex, en arrière des yeux. Le rostre est long, atteignant l'abdomen, avec un article III très long. les hémélytres comportent un cunéus, la corie présente une fracture costale distincte. La membrane a une ébauche vers Les tarses médians et postérieurs ont 3 segments. Le paramère gauche du mâle est plat, en feuille simple, sans sillon médian. Le phallus (édéage) se prolonge par une pointe en forme d'aiguille à injection, l'acus. Les femelles ont une apophyse génitale au milieu de septième sternite. Les œufs n'ont pas de micropyles. Elles mesurent entre 2 et 6 mm,.

## Répartition et habitat
Les Lyctocoridae se rencontrent principalement dans l'hémisphère nord, avec la plupart des espèces dans le Paléarctique. Lyctocoris campestris est holarctique, et introduit à Hawaï. La majorité vivent dans les zones tempérées chaudes à froide. Une seule espèce est subtropicale, L. hasegawai, endémique de Taïwan. 
Les Lyctocoris vivent dans des débris végétaux et sous l'écorce d'arbres pourrissant. On en a trouvé également dans des nids d'oiseaux et de rongeurs. 

## Biologie
Les Lyctocoris sont essentiellement prédateurs de petits arthropodes, tels que des coléoptères du bois (Scolytidae) ou des Pyraloidea. Au point que certains sont utilisés comme auxiliaires: Lyctocoris campestris pour la protection de stocks de graines, et Lyctocoris beneficus pour la protection des rizières, car c'est un ennemi naturel de Chilo suppressalis, une des pyrales du riz, dont la punaise mange les larves qui hivernent et les adultes émergeant. 
Mais certaines espèces sont des hématophages facultatifs, et peut-être obligés. On a notamment observé Lyctocoris campestris se nourrir de sang d'animaux domestiques ou d'humains. 
Enfin, une espèce, Lyctocoris ichikawai Yamada & Yasunaga 2012 a été observée en train de se nourrir d'exsudat de sève d'un chêne, Quercus acutissima.
La fécondation se fait par copulation traumatique, l'acus (apex du phallus) pénétrant la membrane intersegmentale de l'abdomen de la femelle,. La fécondation a lieu dans un vitellarium. 

## Systématique
La famille des Lyctocoridae est actuellement limitée à un genre, Lyctocoris, avec une attribution incertaine pour un second, Astemmocoris. Elle fait partie de la super-famille des Cimicoidea.

### Historique de la définition

#### Le genre
Le premier Lyctocoris est décrit en 1794 par Fabricius, sous le nom d'Acanthia campestris. Le genre est défini par Hahn en 1836. Suivent une espèce décrite par Spinola en 1837, et quatre par O. M. Reuter en 1871 et 1884. Aujourd'hui, le genre Lyctocoris compte 26 espèces.  

#### La sous-famille
Reuter crée en 1884 trois divisions au sein des Anthocoridae: les Anthocoraria (qui deviendront les Anthocorinae), les « Xylocoraria » (pour les genres Dufouriellus, Cardiastethus, Scoloposcelis etc.), et les « Lyctocoraria », plus tard Lyctocorinae, pour Lyctocoris et six autres genres, tels que Lasiochilus, Piezostethus (aujourd'hui Xylocoris), Calliodis, etc. En 1909, Poppius reprend ce regroupement des Lyctocoraria mais la fusionne avec les Xylocoraria de Reuter, y ajoutant donc de nombreux genres, tels que Brachysteles, Cardiastethus, Plochiocoris, etc., un total de 30 genres.   

#### Les cinq tribus
Cette subdivision est gardée par Carayon, qui , en 1972, crée au sein de la sous-famille des Lyctocorinae cinq tribus distinctives: les Almeidini, les Lyctocorini, avec Lyctocoris, et Astemmocoris comme incertain, les Xylocorini, avec Xylocoris, les Scolopini, avec Calliopis etc., et les Dufouriellini (aujourd'hui Cardiastethini), avec Dufouriellus, Cardiastethus, etc. Il déplace par contre les Lasiochilini (avec Lasiochilus) dans une nouvelle sous-famille séparée, les Lasiochilinae.   

#### La famille
Dès 1958, Leston avait estimé que les Anthocoridae n'étaient pas monophylétiques. En 1991, dans leur tentative de reconstituer la phylogénie des Cimicomorpha, Schuh et Štys, qualifient la définition des Lyctocorinae de Carayon "d'assemblage omnibus paraphylétique", soit un fourre-tout incohérent. D'une part, ils séparent alors les Lyctocorini de toutes les autres tribus qu'ils replacent dans les Anthocorinae. D'autre part, ils élèvent les Lyctocorinae ainsi restreints au rang de famille, les Lyctocoridae (ils font de même avec les Lasiochilinae) sur la base de différences significatives avec les Anthocoridae: le paramère gauche du mâle ne servant pas d'organe copulateur pour la pénétration du corps de la femelle, comme chez les Polyctenidae, les Cimicidae et la plupart des Anthocoridae; la présence d'une apophyse génitale sur le septième sternite de la femelle, et de réceptacles séminaux formés par l'épithélium du conduit génital. Cette conception phylogénétique des Lyctocoridae, bien qu'elle ne soit pas reprise par tous les auteurs, semble devoir se confirmer au fil des analyses plus récentes, de même que sa place au sein des Cimicoidea,.

### Liste des tribus et genres
Selon BioLib (22 avril 2022) :
- tribu Lyctocorini Reuter, 1884
  - genre Lyctocoris Hahn, 1836, 26 espèces, dont une espèce fossile,
- genre Astemmocoris Carayon & Usinger, 1965, 1 espèce, Astemmocoris cimicoides

### Espèces par régions

#### Espèces européennes
Selon Fauna Europaea (24 avril 2022), on rencontre cinq espèces de Lyctocoridae en Europe: 
- Lyctocoris (Lyctocoris) campestris (Fabricius, 1794), dans toute l'Europe (espèce holarctique à cosmopolite)
- Lyctocoris (Lyctocoris) dimidiatus (Spinola, 1837), dans presque toute l'Europe
- Lyctocoris (Lyctocoris) nidicola Wagner, 1955, dans le N-E de l'Europe
- Lyctocoris (Lyctocoris) uyttenboogaarti Blote, 1929, aux Canaries
- Lyctocoris (Paralyctocoris) menieri Carayon, 1971, aux Canaries[14]

#### Autres régions
On rencontre dans les autres régions les espèces suivantes:
- Amérique du Nord: L. campestris (également au Mexique), L.canadensis, L. doris, L. elongatus, L. okanaganus, L. rostratus, L. stalii, L. tuberosus (ITIS (22 avril 2022)[15])
- Zone néotropicale: Astemmocoris cimicoides, Lyctocoris campestris, L. latus, L. mexicanus, L. signoreti, L. spanbergii
- Océanie: L. hawaïensis
- Asie du S-E: L. beneficus, L. hasegawai, L. ichikawai, L. kurentzovi, L. obscurus, L. variegatus, L. zhangi[4]

### Fossiles
On connaît une espèce fossile, †Lyctocoris terreus Scudder 1878, du Bridgérien, ou limite Yprésien-Lutétien (env. -48 millions d'années, Éocène), dans le Wyoming. 

## Auxiliaires
Lyctocoris campestris est utilisée dans la protection des stocks de récoltes. Sa prédation sur la teigne de la pomme de terre, sur Orgyia vetusta et sur le dermeste du grain Trogoderma granarium a été observée.  
Lyctocoris elungatus a été vu se nourrir aux dépens de Dendroctonus frontalis, pouvant endommager les pins en Amérique du Nord et en Amérique centrale.  
Lyctocoris beneficius est un prédateur polyphage ennemi naturel d'une Pyrale du riz, Chilo suppressalis, ainsi que d'autres arthropodes se développant dans la paille de riz: le ciron de la farine, la pyrale de la farine Pyralis farinalis, Chlorops oryza ou encore Tribolium castaneum, le petit ver de farine. 